# Nati nel 1202
| Questa pagina contiene informazioni ricavate automaticamente dalle voci biografiche con l'ausilio del template Bio e di un bot. L'aggiornamento è periodico e automatico e ricostruisce completamente la pagina. Se manca una persona in questa lista, sei pregato di non aggiungerla, ma accertati piuttosto che la sua voce biografica contenga il template Bio e che i dati anagrafici siano correttamente compilati. Se il template Bio manca, inseriscilo tu stesso o, in alternativa, metti l'avviso {{tmp\|Bio}} che ne segnala la mancanza. Se i dati riportati sono sbagliati, correggi direttamente la voce biografica; le modifiche saranno visibili in questa lista entro pochi giorni. Per chiarimenti vedi il progetto biografie. La lista contiene solo le 6 persone che sono citate nell'enciclopedia e per le quali è stato implementato correttamente il template Bio. Pagina aggiornata al 2 mag 2025. |

- 2 giugno - Margherita II di Fiandra, nobile fiamminga († 1280)
- Eleonora di Castiglia, sovrana spagnola († 1244)
- Guglielmo di Saint-Amour, teologo e filosofo francese († 1272)
- Muhammad ibn Abd Al-Haqq, sultano († 1244)
- Mōri Suemitsu, militare giapponese († 1247)
- Alfonso di Molina, nobile († 1272)